# Тайницкая башня
Тайни́цкая ба́шня — центральная башня южной стены Московского Кремля. Первая «стрельница» была построена на этом месте в 1485 году по проекту итальянского архитектора Антона Фрязина. В 1680-е годы она была надстроена, а в 1771-м разобрана. В нынешнем виде башню восстановили в 1783 году с приблизительным сохранением старых форм. До сноса отводной стрельницы в 1933 году башня была проездной.

## История

### Первоначальная башня

#### Постройка
В конце XV века Иван III задумал перестроить обветшавший белокаменный Кремль Дмитрия Донского. Для строительства новой крепости были приглашены итальянские архитекторы Пьетро Антонио Солари и Антон Фрязин (Антонио Джиларди). Строительство началось с южной стороны, которая подвергалась большей опасности нападения татар. Первой в 1485 году Антон Фрязин заложил стрельницу на месте Чешковых ворот белокаменной крепости 1366—1368 годов, предусмотрев внутри на случай осады колодец-тайник и скрытый выход к Москва-реке, в связи с чем башню прозвали Тайницкой. 
Устройство колодца на этом месте было обусловлено тем, что спуск с Боровицкого холма был здесь наиболее пологим.
Тайницкая башня долгое время считалась первым кирпичным оборонительным сооружением в истории Москвы, пока не стало известно, что некая «кирпишечная стрельница» (вероятно, на месте Набатной или Троицкой башен) существовала в Кремле уже к 50-м годам XV века.
Башня играла важную роль в обороне Кремля со стороны реки. Она имела проездные ворота и отводную стрельницу, с которой соединялась высокими арочными переходами (выход на них был в верхнем ярусе башни).

#### XVI — конец XVII века
Об истории башни в XVI веке известно немногое. Во время набега крымского хана Девлет-Гирея на Москву в 1571 году город был подожжён. Весьма вероятно, что Тайницкая башня в числе других кремлёвских построек пострадала в пожаре и вскоре была восстановлена.
К 1585 г. относится первое известное упоминание о существовании на башне часов.
Первое документальное изображение башни относится к началу XVII века. В то время она была покрыта деревянной тесовой крышей, выше которой располагался часовой чулан с колоколом. Отводную стрельницу с машикулями и зубцами венчал деревянный шатёр.
На Тайницкой башне дежурили часовые, наблюдавшие за Замоскворечьем и  дававшие знать о пожаре  
сигналами колокола, небольшая деревянная вышка с которым располагалась к востоку от башни на кремлёвской стене.
К началу правления Алексея Михайловича кремлёвские стены обветшали и нуждались в ремонте. В 1646—1647 годах молодой царь велел составить специальную опись порух и ветхостей, чтобы привести стены и башни Кремля в подобающий царской резиденции вид:

У Тайницких ворот бык осыпался вдоль сажень без чети, а вверх сажень с четью, и всход на город к Тайницким воротам выбился; да посторонь всходу осыпалось и отсело в кирпич и в два, вдоль полторы сажени, вверх полсажени.
Во второй трети XVII в. башня страдала от поселившегося прямо на ней часовщика. Об этом известно из описи Кремля 1667 г.:

Тайницкая башня. На ней своды целы. А на башне чулан деревянной, рубленой, а в чулане часы. Да на той же башне две избы поставлены деревянныя. А сказал часовой мастер, что он поставил те избы на свои деньги, и поставил, не бив челом, без указу. А меж тех изб и чулана, где часы стоят, сенишко, а в сенишках отход, а из отходу сиричь свод на стену идет моча, и от того своду будет поруха. И те его часовниковы хоромы не покрыты, кровли обвалились, везде идет теча. А как те избы поставлены, и тому лет с десять. А Тайницкая башня не покрыта.
Последнее упоминание о часах относится к 1674 году.

#### Водосвятия
В старину Тайницкие ворота использовались редко и охранялись стрелецким караулом. Они имели много названий: Чешковы, Чушковы, Шешковы, Потайницкие, Водяные ворота. Вплоть до революции на Москве-реке напротив них совершалось водосвятие в праздники Преполовения, Происхождения древ честного креста и Крещения Господня. В праздник Богоявления также устраивалась иордань. Царский выход на иордань в допетровской Москве был одной из самых пышных церемоний. Описание этого торжества оставил посетивший Россию в правление Алексея Михайловича Павел Алеппский:

Во всей стране московской особенно торжественно справляют только два праздника в году, именно: Богоявление и Вербное Воскресенье, как мы увидели впоследствии. В царственном граде делают огромный помост над этою рекой, ибо она течёт подле стены царского дворца. Царь и патриарх вместе с архиереями, настоятелями монастырей и всеми священниками, кои идут попарно в облачениях, выходят из великой церкви большим крестным ходом к Водяным воротам. Царь следует за ними вместе со всеми вельможами своего государства, идя пешком в короне. Когда начнется служба, он обнажает голову, оставаясь так до конца при здешнем сильном холоде. Нам сообщали, что при прежних царях обыкновенно держали над их головой высокий купол, который несли 30 человек, для защиты от холода и снега; но сей благополучный царь, по своей чрезвычайной набожности, не позволяет этого, а остается с открытою головой, говоря, что холод и снег — милость от Бога, может ли кто отвратить их от царя? При погружении патриархом креста в третий раз, бывает большое ликование. Уже раньше прорубается на этой реке множество отверстий, в коих священники тотчас же крестят младенцев и мужчин, ибо этого дня ждут от года до года. Когда патриарх окропит вельмож и царя, последний возвращается в санях, обитых красным бархатом внутри и снаружи, с серебряными и золотыми гвоздями, попона лошади из сорока соболей; она идет в подарок конюху. Потом патриарх окропляет священников и присутствующих вельмож и возвращается с крестным ходом в церковь к обедне.
Он же упоминает о существовании над воротами изображения Христа, беседующего у колодца с самарянкой.

#### Перестройка
В 1680-х годах над четвериком башни русские мастера возвели каменный верх — открытый арочный четверик, завершённый четырёхгранным шатром со смотровой вышкой.
По Описной книге 1701 г. башня в плане была почти квадратной (длина башни была 4½ сажени (9,72 м), ширина 4⅔ сажени (10,08 м), а высота — 19 сажен (41,04 м). Отводная стрельница в плане представляла собою квадрат со стороной 5¾ сажени (12,42 м), высота её была 10 сажен (21,6 м).
Судя по гравюре П. Пикарта, выполненной около 1708 года, переходы между башней и отводной стрельницей к тому времени отсутствовали, а сама стрельница хорошо сохраняла средневековые формы: высокий четверик был увенчан машикулями и двурогими зубцами. Архитектурная обработка надстройки Тайницкой башни, возможно, перекликалась с декором Константино-Еленинской: на гравюре изображены три арочных окна в основании шатра, выше которых шёл пояс ширинок.

#### Снос
15 (26) марта 1771 года в связи с подготовкой к строительству нового Кремлёвского дворца по проекту В. И. Баженова Екатерина II приказала «сломать городовую стену по Москве-реке от церкви Благовещения до церкви Петра Митрополита, а церквей сих не трогать». Одновременно с крестьянином Варыхановым заключили договор «о сломке городовой стены с Тайницкими воротами и стоящей на стене набатной башней и от середины ворот на обе стороны по пятидесяти сажен». В июне 1772 года Баженов уже освидетельствовал разобранный участок «считая от середины Тайницких ворот по обе стороны по 50 сажен с набатной башней и у ворот караульной».

### Современная башня

#### Восстановление
В мае 1775 г. с подрядчиками заключили договор на восстановление разобранных башен и  стен, начинать которое следовало тем же летом «по той линии, где прежде была городовая стена, также и башни класть фундамент белым камнем». Восстановление производилось под наблюдением архитектора Карла Бланка. В нём участвовали 350 каменщиков и 50 «лучших мастеров», присланных из Владимира, Нижнего Новгорода и Ярославля. Указом Екатерины II новые стены и башни предписывалось «делать такие же точно и в прежнем виде и фигуре, как до сего были, не делая отметины ни на одну черту», по снятым ранее планам и профилям. В начале 1782 года вся разобранная стена, Тайницкие ворота и Первая Безымянная башня были «в прежнем виде, кроме обелки, каменною работою приведены к окончанию.
20 июня 1783 года у мастера Ивана Елисеева были заказаны «новый шпиц и флюгер из казённого железа» за 5 рублей.
Традиционно считается, что постройка производилась с точным сохранением прежних форм, но ряд данных может свидетельствовать об обратном. При сравнении изображений башни на гравюре П. Пикарта и акварели Ф. Кампорези обнаруживается, что новая отводная стрельница приобрела другую форму. Ширина восстановленной башни 9 сажен 8 вершков (19,52 м), а прежней башни по Описной книге 1701 г. — 4½ сажени (9,72 м).

#### История башни до революции
Проезд башни первоначально был т-образной формы: на панораме Калашникова в западной стене отводной стрельницы видны ворота.
По одним сведениям, в 1812 году, во время отступления войск Наполеона из Кремля, башня пострадала от взрыва и была отремонтирована в 1816—1818 годах, по другим — нисколько не пострадала. Тем не менее, при приёмке башни Кремлёвской экспедицией в 1823 г. в ней не оказалось ни дверей, ни воротных полотен, а колодец стоял без покрытия. 15 февраля 1826 г. в нём утонул сторож ІІІ Департамента Надворного суда. Колодец починили лишь в сентябре 1829 г. В 1833—1834 годах на проездных воротах Тайницкой башни были установлены новые замки и изготовлены ключи с вензелем Николая I. Ключи были отданы московскому коменданту, а через полвека перенесены в Оружейную палату.
В 1862 году по проекту А. С. Кампиони производился ремонт отводной стрельницы. Была устроена платформа для пушек, возобновлены часть стен и парапета. В 1863 г. отремонтировали и саму башню: выложили новый цоколь и белокаменные пояса, заменили кирпичную облицовку, исправили арки, карнизы, окна и шатёр, который покрыли новой черепицей. В том же году в проезде ворот произошёл провал, в результате которого была обнаружена сводчатая комната. Помещение сохранили, починив обвалившийся свод и выведя три трубы для вентиляции.
К коронации Александра III на площадке Тайницкой башни был установлен фонтан, струи которого освещались цветными огнями и ниспадали в Москву-реку. При торжествах 1896 года Тайницкая башня также играла ключевую роль в освещении Кремля. Бьющий в реку фонтан был заменён на «водяной каскад». Вода по специальному насосу подавалась на башню и спускалась вниз по отходившим с крыши ступеням. Каскад подсвечивался бенгальскими огнями и специальными прожекторами. У подножия башни были устроены иллюминационные композиции.
В XIX—XX вв. ворота башни не использовались для проезда — они были открыты только для пешеходов. До 1917 года с платформы отводной стрельницы ежедневно производился выстрел кремлёвской сигнальной пушки, оповещавшей москвичей о наступлении полудня — аналогично традиции выстрела Петропавловской пушки в Санкт-Петербурге.

#### В советское время
В ходе восстания в октябре 1917 года Кремль был занят большевиками. Тайницкая башня, наряду с многими крепостными постройками, была заселена.
В 1932—1933 годах при расширении Кремлёвской набережной разобрали отводную стрельницу, заложили проездные ворота и засыпали внутренний колодец Тайницкой башни. Вскоре после окончания Второй мировой войны, в январе 1946 года, правительство приняло постановление «О ремонте башен и стен Московского Кремля», а в июне следующего были рассмотрены проекты по реконструкции кремлёвского ансамбля. В 1949 году была проведена реставрация башни: обновлена кровля и шатровые покрытия, отремонтирована обветшавшая кирпичная облицовка. В 1973 году Тайницкую башню и прясла очистили от пыли с помощью пароводоструйной обработки

## Архитектура
Нижняя часть башни представляет собой четырёхгранник периметром 34 сажени (72,42 м), вытянутый по оси запад-восток, который завершается парапетом с машикулями и ширинками. Арка ворот заложена на южном фасаде и остаётся незаложенной со стороны Кремля. В толще торцевых стен башни расположены винтовые лестницы.
Верхняя часть башни состоит из четырёхгранника, усечённого шатра и дозорной вышки с шатриком, увенчанным позолоченным флюгером. Четверик украшен перехваченными поясами колонками, поддерживающими карниз. С фасадной стороны он имеет по два арочных проёма, с торцевой — по одному. В настоящее время боковые проёмы заложены полностью, а проёмы со стороны набережной — до основания арок. На каждой грани усечённого шатра расположено по четыре слуховых окна, нижняя пара которых украшена наличниками с полуколонками и треугольными фронтонами. Дозорная вышка украшена ширинками и полуколоннами, имеет по два проёма с каждой стороны. Шатрик четырёхгранный, на каждой грани его по слуховому окну с треугольным фронтоном. Усечённый шатёр и шатрик покрыты черепицей и украшены вертикальными жгутами по бокам и середине каждой грани.
Несохранившаяся отводная стрельница имела парапет с зубцами и проездные ворота, арка которых находилась в восточном торце башни. Кроме арки проезда, внутри находилось отгороженное помещение тайника со старинным колодцем.

## Комментарии
1. ↑  Во второй половине XIX в. он был уже г-образным.
2. ↑  В научно-популярной литературе советского времени часто ошибочно утверждается, что отводная стрельница была не отремонтирована, а построена в этом году.